# Canal de la Tortue
Canal de la Tortue är ett sund i Haiti.   Det ligger i departementet Nord-Ouest, i den norra delen av landet, 170 km norr om huvudstaden Port-au-Prince.